# Halds amt
Halds amt (danska: Hald Amt) var ett amt som omfattade ett område mitt på den norra delen av halvön Jylland i Danmark. Residensstaden Viborg var amtets enda stad. Amtmannen i Halds amt var samtidigt stiftsamtman i Viborgs stift.

## Administrativ historik
Halds amt bildades när Danmarks län ersattes av amt 1662 och ersatte då det dåvarande slottslänet Halds län.
Amtet upphörde i samband med amtsreformen 1793 då det, tillsammans med Skivehus amt och delar av Dronningborgs och Silkeborgs amt, blev en del av det då nybildade Viborgs amt. Sedan kommunreformen 2007 tillhör området Region Mittjylland.

## Härader
Halds amt omfattade fyra härader:
- Fjends härad
- Middelsoms härad
- Nørlyngs härad
- Rinds härad